# Sint-Brunokapel

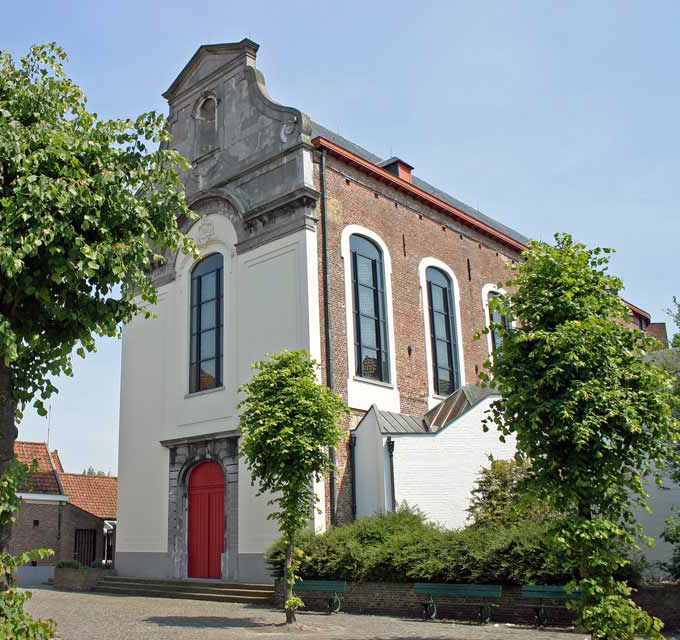
Gevel van de kartuizerkerk

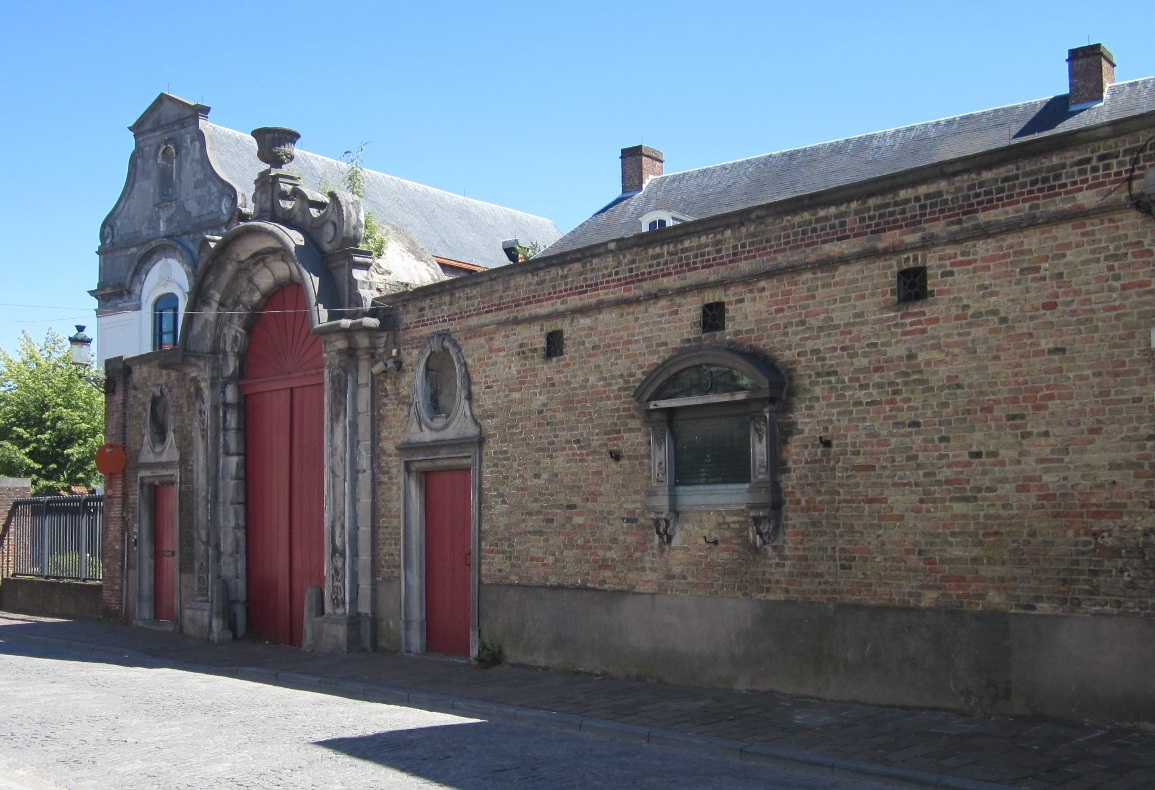
Ingang van het voormalige klooster

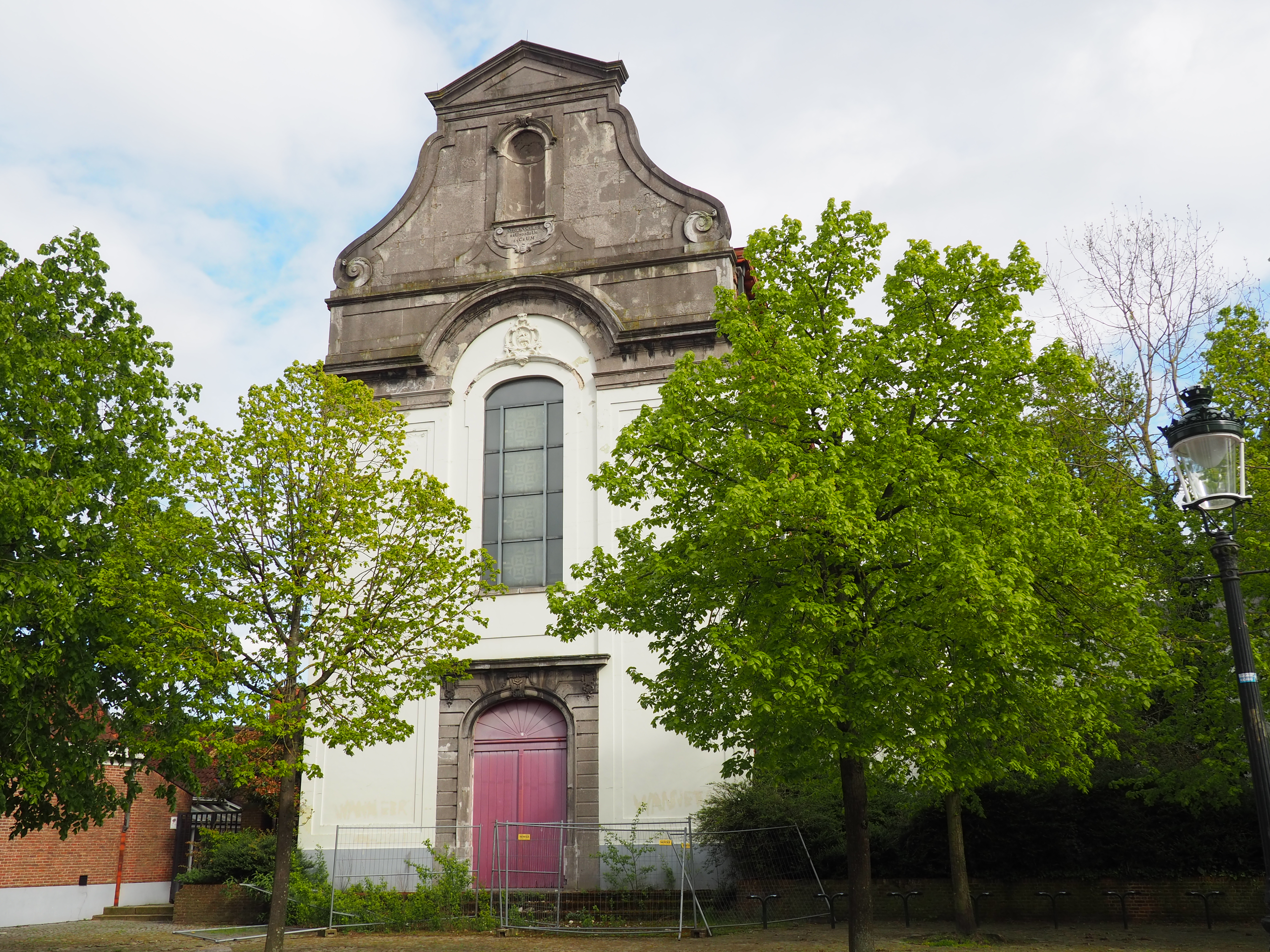

De Sint-Brunokapel of Sint-Brunokerk in de Langestraat van Brugge werd in de achttiende eeuw gebouwd als bidplaats die deel uitmaakte van het Brugse Kartuizerklooster en, na restauratie in de jaren 1980, als assisenzaal werd ingericht van het gerechtshof in Brugge.

## Geschiedenis
De priorij van kartuizers genaamd Genadedal, werd door enkele rijke jongelui gesticht in 1318. Een van hen, Jan van Koekelare, schonk een perceel grond, genaamd Coolstik in Sint-Kruis bij Brugge.
In 1578 werd het klooster verwoest en zochten de monniken een onderkomen in Brugge, eerst in de Carmersstraat, vervolgens in de Jeruzalemstraat. In 1609 verwierven ze het Sint-Obrechtgodshuis in de Langestraat, met de bedoeling het tot kartuizerklooster te verbouwen. In de volgende twee eeuwen werden regelmatig werken uitgevoerd. Er kwam een 'binnenkerk', uitsluitend voor de monniken bestemd, en een 'buitenkerk', waar ook de gelovigen toegang toe hadden.
Onder het prioraat van dom Hugo Janssens, van 1769 tot aan zijn dood in 1777, werd een nieuwe buitenkerk gebouwd, die in 1776 werd ingewijd. Zeven jaar later besliste keizer Jozef II de opheffing van het klooster.
Op 5 april 1783 werden de elf kartuizers bijeengeroepen om hun evictie te vernemen. De valide monniken onder hen werden seculiere priester. De inboedel werd openbaar verkocht: schilderijen, bibliotheek, zilverwerk, gronden, bossen, huizen. De altaren en koorstoelen werden verkocht voor brandhout. De liturgische voorwerpen kwamen niet ter sprake, zodat men kan aannemen dat de monniken ze elk voor zich meenamen.
Enkele maanden later werd een deel van de gebouwen, in de eerste plaats de kerk, door de stad Brugge in gebruik genomen als militair hospitaal. Het grootste deel van de gebouwen werd kazerne voor het regiment van Vierset.
De omvorming tot kazerne luidde een nieuwe periode in, die tot in de jaren 1970 duurde. De opeenvolgende legers werden er ingekwartierd: Oostenrijkse, patriottische, Franse, Nederlandse, Belgische, en tijdens de Eerste en Tweede Wereldoorlog, Duitse en na hun verdrijving, geallieerde troepen.

## Brunokapel
De Brunokapel (30 op 10 meter) was een classicistisch kerkelijk gebouw, een zeldzaam voorbeeld van deze stijl in Brugge, samen met de kerk van de Duinenabdij (later Grootseminarie). Het was een hooggezadelde eenbeukige kerk, met een voorgevel in blauwsteen en afgedekt door een zadeldak. Ze droeg de vermelding dat ze in 1776 was ingewijd ter ere van de Allerhoogste en van de heilige Bruno. De ontwerper van de kerk was waarschijnlijk de bouwer van het hele complex, de meester-timmerman Andries d'Hollander, die ook de ontwerper was in 1767 van het huis van de kuipers in de Vlamingstraat.
In het begin van de twintigste eeuw werden twee vloeren in gewapend beton aangebracht, zodat de kapel voortaan drie bouwlagen telde: het gelijkvloers werd als paardenstal ingericht voor de cavalerie en de twee verdiepingen gaven slaapgelegenheid aan militairen en een hooizolder.
Na het verlaten van het leger in de jaren 1970 en de overdracht aan het Ministerie van Justitie om er een nieuw gerechtshof te bouwen, liep de kapel het gevaar om, samen met de andere gebouwen, te worden afgebroken. Dit werd vermeden na actie door de vzw Marcus Gerards en tussenkomst van het Brugse stadsbestuur. Wat overbleef van de voormalige kartuizergebouwen werd vanaf 1974 hersteld en gerestaureerd. Het ging om de Brunokapel (die audiëntiezaal werd van het hof van assisen), de monumentale toegangspoort (gedateerd 1768-1770), de overgebleven delen van de kloostergang (gedateerd 1635-1640) en het gastenhuis (gedateerd 1769, zetel geworden van de orde van advocaten).